# Juegos Olímpicos de la Juventud de Innsbruck 2012
Los Juegos Olímpicos de la Juventud de Innsbruck 2012 (oficialmente denominados Juegos de la I Olimpiada de la Juventud de Invierno) fueron un evento multideportivo para jóvenes atletas que se realizaron en la ciudad de Innsbruck, Austria, del 13 al 22 de enero de 2012. Fue la edición inaugural de los Juegos Olímpicos de la Juventud de Invierno, uno de los principales eventos deportivos, festivales y culturales celebrados en la tradición de los Juegos Olímpicos. Unos 1.100 atletas de 70 países compitieron en los juegos. La decisión de que Innsbruck albergara los juegos fue anunciada el día 21 de diciembre de 2008, a través del sistema del voto electrónico de 105 miembros del Comité Olímpico Internacional. Innsbruck es la primera ciudad en acoger tres juegos olímpicos de invierno, tras haber albergado los Juegos Olímpicos de Invierno de 1964 y los Juegos Olímpicos de Invierno de 1976. El estadio donde se realizó la ceremonia de apertura se llama Bergisel como el de 1964 y 1976 pero en una versión diferente para estos juegos.

## Organización

### Selección de la ciudad sede
Las cuatro ciudades aspirantes se mantuvieron como ciudades candidatas por el COI hasta agosto de 2008. La esquiadora sueca Pernilla Wiberg fue designada Presidente de la Comisión evaluadora para anotar las ciudades aspirantes. En noviembre de 2008, dos ciudades (Harbin y Lillehammer) fueron retiradas de la lista de ciudades aspirantes, dejando a las ciudades de Kuopio e Innsbruck finalistas. El 12 de diciembre, fue el día de la votación final, donde Innsbruck logró una abultada victoria por 84 votos a 15, consiguiendo así el derecho a organizar los juegos.

### Infraestructura y presupuesto
Todos los lugares que se utilizaron para los juegos ya existían (además de la villa olímpica) cuando Innsbruck fue elegida sede de los Juegos en 2008. Entre tanto, Innsbruck propuso un presupuesto de 22.500.000 USD para alojar y organizar los juegos. La construcción de la denominada Villa Olímpica de la Juventud tuvo un costo de 121 000 000 USD.

### Comercialización

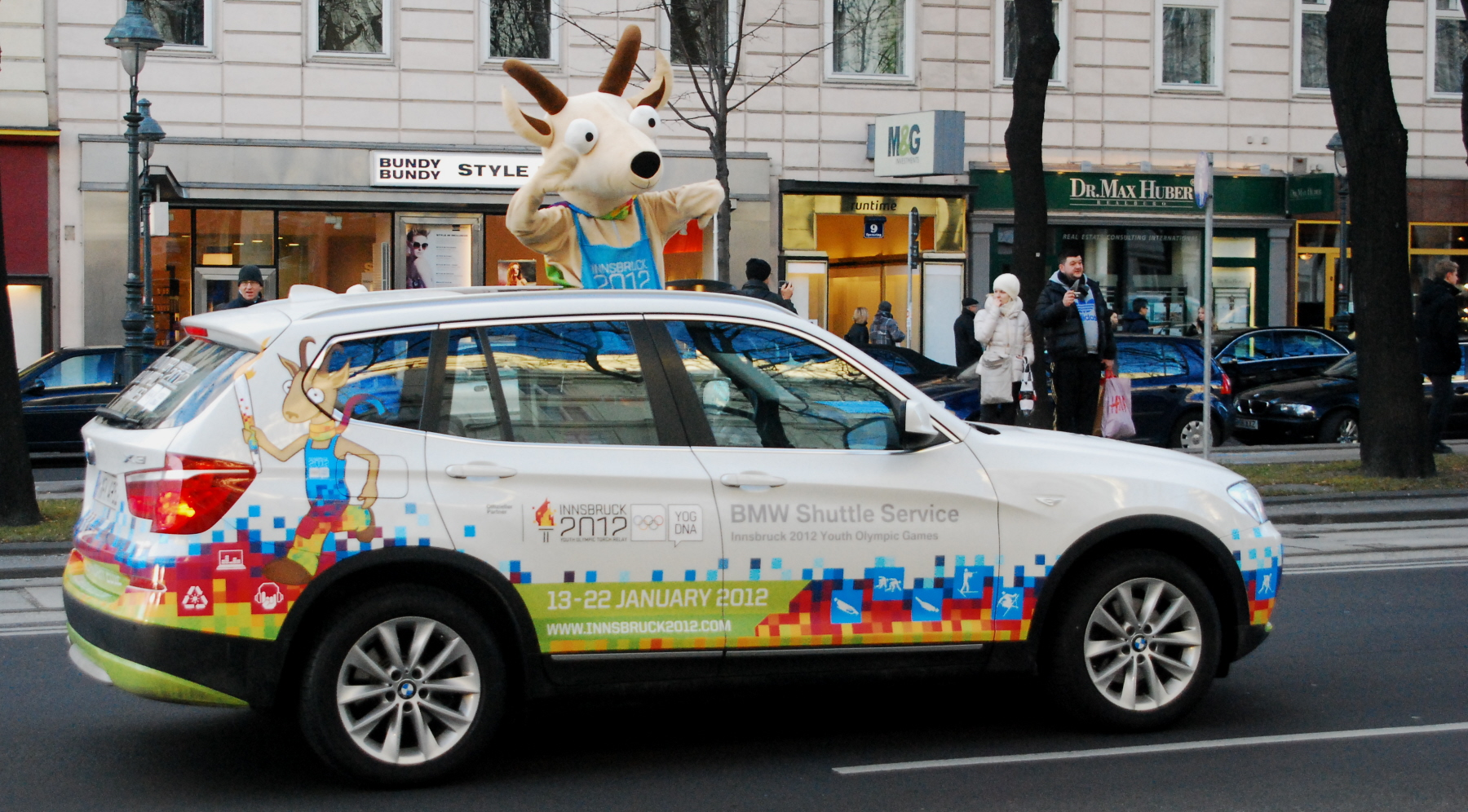
Un coche de marca BMW totalmente adornado con el logo de Innsbruck 2012 y con la imagen de la mascota.

El marketing de los juegos incluyó el patrocinio de coches BMW con el logotipo de los juegos e información de ellos para que los extranjeros conozcan a Austria.

### Patrocinadores
Hay doce patrocinadores mundiales oficiales del Comité Olímpico Internacional, como McDonald's y Coca-Cola, que han sido designadas como "Socios Olímpicos Mundiales" por el comité organizador para el evento. El comité organizador también designó a quince empresas como patrocinadores oficiales y los proveedores de los cuales incluyen BMW, Raiffeisen, Zentralbank entre otros. Se aproximó que cerca del 60% de los costos asociados con los juegos fueron cubiertos por el patrocinio de las diferentes empresas.

### Mascota

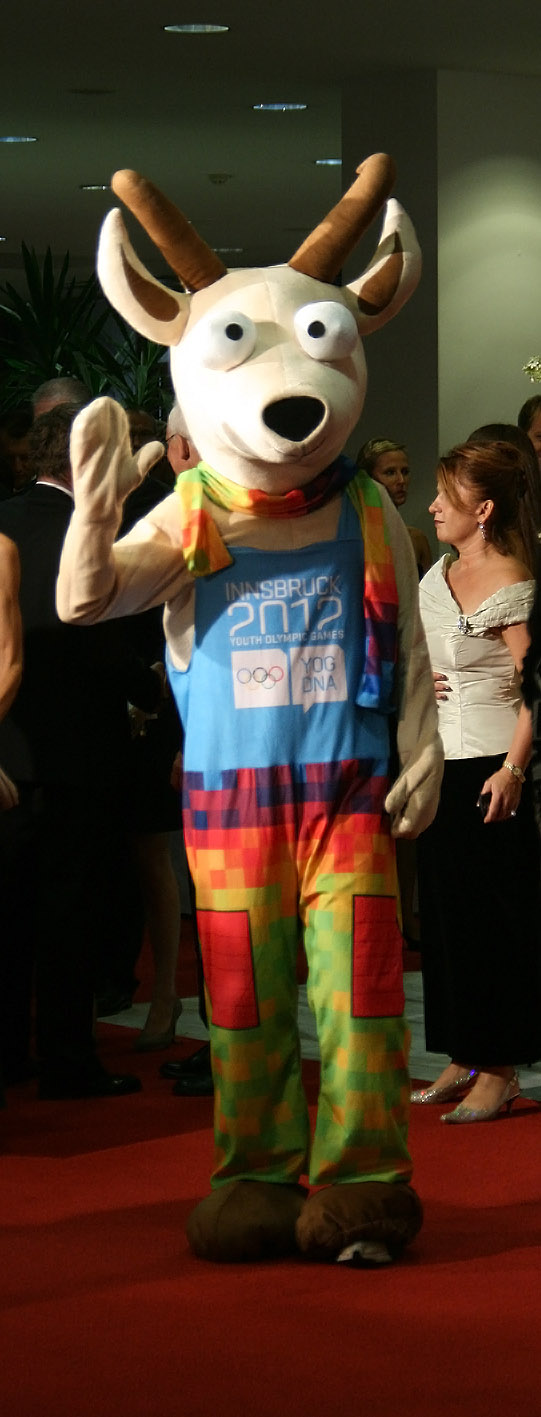
Yoggl

La mascota oficial de los juegos es un rebeco (Rupicapra rupicapra) llamado Yoggl (pronunciado YOG). El nombre es un compuesto de "Joggl", el estado de Tirol y  JOJ, el acrónimo de los Juegos Olímpicos de la Juventud. Él representa "el respeto por la naturaleza, los estilos de vida y la geografía del país de acogida, la modernidad, la juventud, y el atletismo". La mascota fue diseñada por Florencia Demaría y Luis Andrés Abbiati de Argentina.

### Sedes

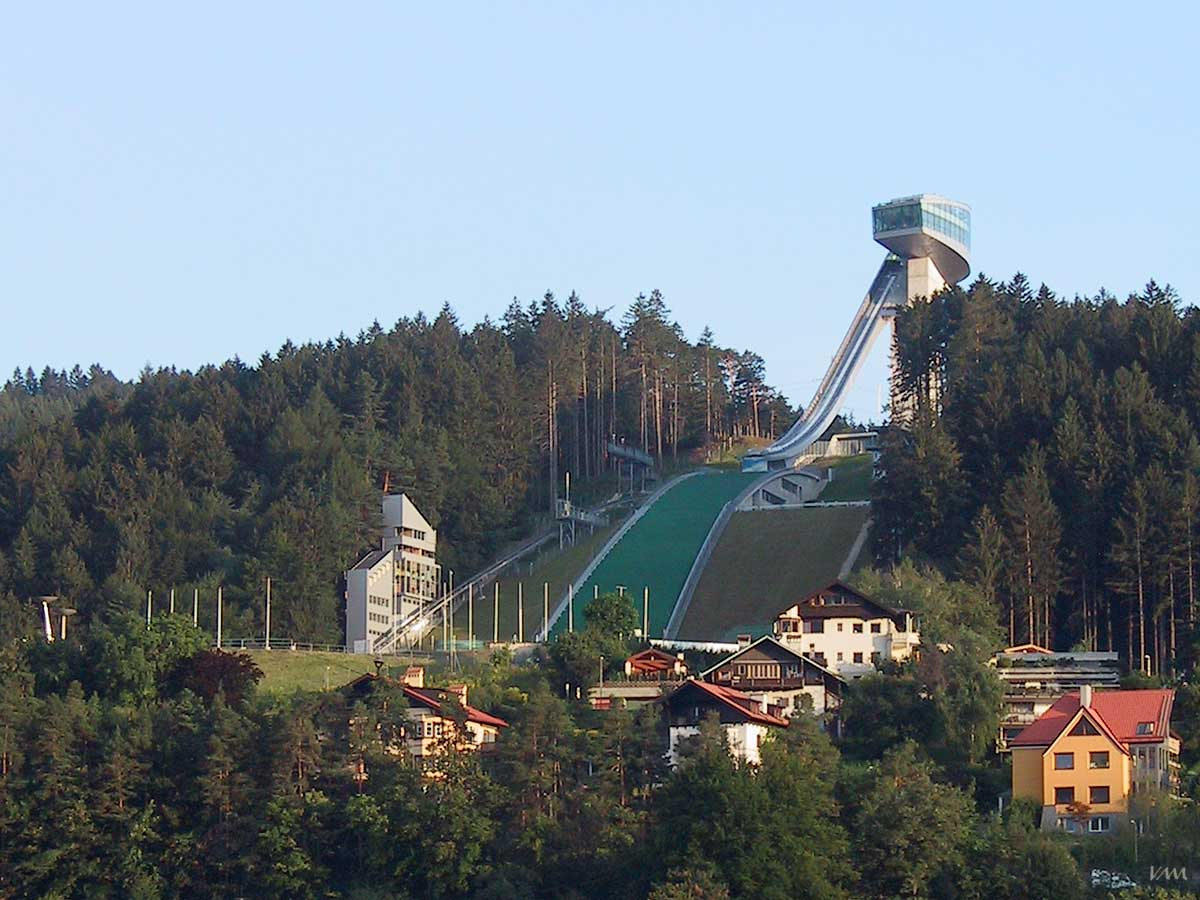
Bergiselschanze.

Todas las sedes se encuentran en dos grandes zonas: Innsbruck y Seefeld, cuyas principales sedes son el Olympiaworld Innsbruck y Seefeld Arena, respectivamente. Todos los lugares son permanentes, con la excepción de las sedes de curling y biatlón, que serán demolidas una vez finalizados los juegos.
| Sede                             | Localización | Deporte (s)                                             | Capacidad |
| -------------------------------- | ------------ | ------------------------------------------------------- | --------- |
| Bergiselschanze                  | Innsbruck    | Ceremonia de apertura y clausura                        | 28 000    |
| Olympic Sliding Centre Innsbruck | Innsbruck    | Bobsleigh Luge Skeleton                                 | 1 500     |
| Seefeld Arena                    | Seefeld      | Biatlón Esquí de fondo Combinada nórdica Salto de esquí | 2 500     |
| Eisschnellaufbahn                | Innsbruck    | Patinaje de velocidad                                   | 2 900     |
| Kühtai                           | Innsbruck    | Esquí acrobático Snowboarding                           | 1 000     |
| Tyrolean Ice Arena               | Innsbruck    | Hockey sobre hielo                                      | 3 130     |
| Olympiahalle                     | Innsbruck    | Patinaje artístico Patinaje en pista corta              | 10 000    |
| Patscherkofel                    | Tirol        | Esquí alpino                                            | -         |
| Innsbruck Exhibition Centre      | Innsbruck    | Curling                                                 | 1 000     |

### Relevo de la antorcha
El relevo de la antorcha de los Juegos fue anunciado el 9 de octubre de 2011, donde se confirmaron 65 lugares donde se efectuará el recorrido en un lapso de 18 días con 2 012 portadores que llevan la llama. La antorcha fue portada el 17 de diciembre de 2011 en Atenas, Grecia por el primer portador de la antorcha Carlos Pecharromán de España y el relé se inició en Innsbruck el 27 de diciembre de 2011 y concluyó con la ceremonia de apertura en Bergiselschanze el 13 de enero de 2012. Es la primera vez en los Juegos Olímpicos que la llama olímpico haya ido tres veces a la misma ciudad, porque Innsbruck fue también la sede de los Juegos Olímpicos de Invierno en 1964 y 1976.

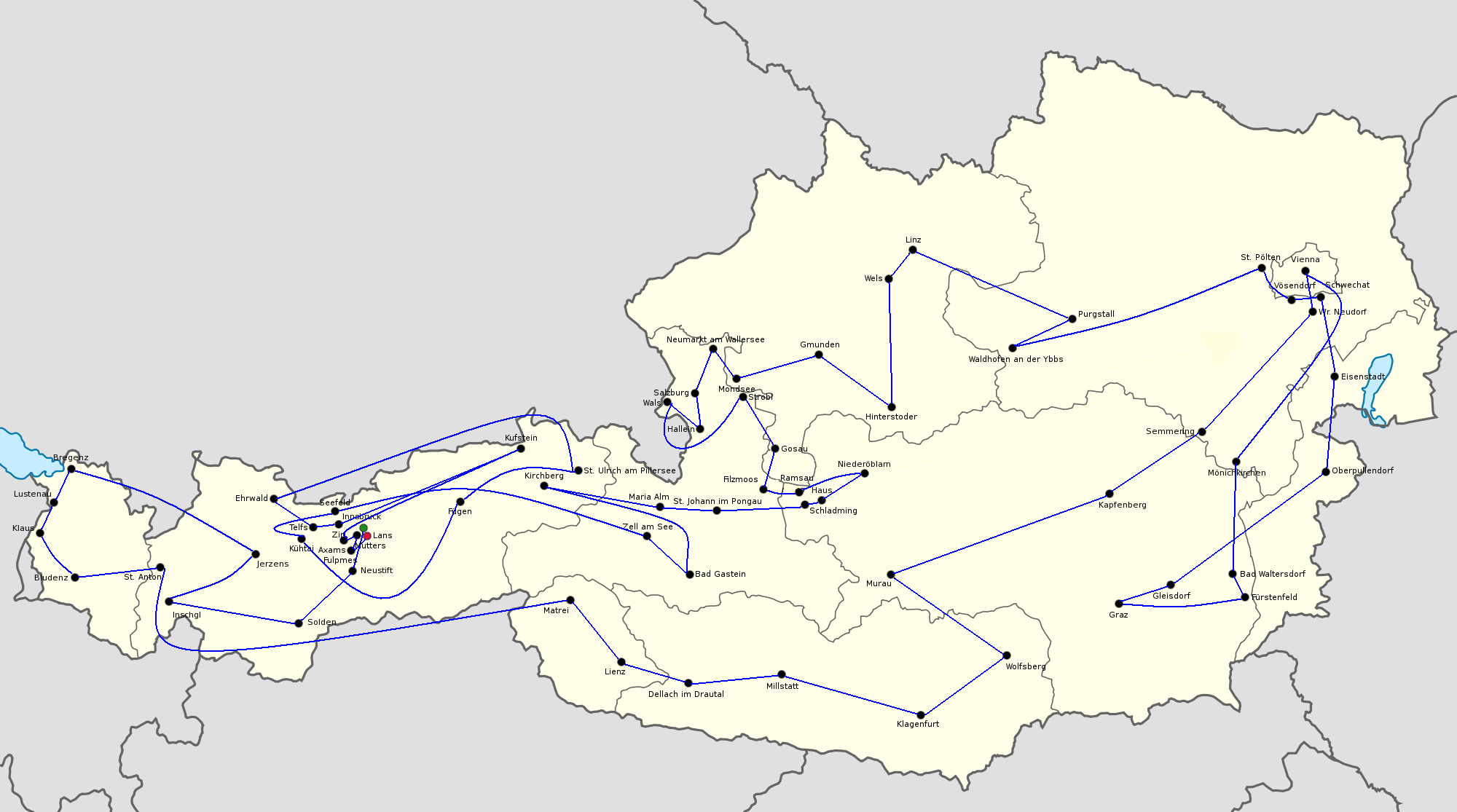
Recorrido de la antorcha olímpica de los juegos.

A continuación se muestra la lista del recorrido de la antorcha por días:
- 27 de diciembre: Innsbruck, Neustift im Stubaital, Sölden, Ischgl
- 28 de diciembre: Jerzens, Bregenz, Lustenau, Klaus, Bludenz
- 29 de diciembre: Sankt Anton am Arlberg, Matrei, Lienz, Dellach
- 30 de diciembre: Millstatt, Klagenfurt, Wolfsberg, Murau
- 31 de diciembre: Kapfenberg, Semmering, Wiener Neudorf
- 1 de enero: Vienna, Mönichkirchen
- 2 de enero: Bad Waltersdorf, Fürstenfeld
- 3 de enero: Graz, Gleisdorf, Oberpullendorf
- 4 de enero: Eisenstadt, Schwechat, Vösendorf, Sankt Pölten
- 5 de enero: Waidhofen an der Ybbs, Purgstall, Linz, Wels
- 6 de enero: Hinterstoder, Gmunden, Mondsee, Neumarkt am Wallersee, Salzburg, Hallein
- 7 de enero: Wals, Strobl, Gosau, Filzmoos
- 8 de enero: Ramsau, Niederoblarn, Haus
- 9 de enero: Schladming, Sankt Johann im Pongau, Maria Alm
- 10 de enero: Kirchberg, Bad Gastein, Zell am See
- 11 de enero: Seefeld, Kühtai, Fugen
- 12 de enero: Sankt Ulrich am Pillersee, Ehrwald, Telfs, Zirl
- 13 de enero: Kufstein, Axams, Mutters, Fulpmes, Lans

## Los juegos

### Ceremonia de apertura
La ceremonia de apertura se realizó el día 13 de enero de 2012, a las 6:30 p. m. CET (5:30 UTC, 13 de enero) en Bergiselschanze. Alrededor de 15.000 personas llenaron el estadio lleno de nieve para ver la ceremonia, donde por primera vez, tres calderos estaban encendidos (en vez de lo normal, 1) para conmemorar los dos anteriores Juegos Olímpicos de Invierno que se hicieron en Innsbruck en 1964 y 1976. El Presidente de Austria, Heinz Fischer, inauguró oficialmente los juegos.

### Ceremonia de clausura
La ceremonia de clausura tuvo lugar el 22 de enero. El presidente del Comité Olímpico Internacional, Jacques Rogge dijo que los primeros Juegos Olímpicos de la Juventud de Invierno fueron "diez días de gloria", y que los juegos "superaron todas las expectativas y fomentaron bases sólidas para los futuros Juegos Olímpicos de la Juventud".

### Países participantes
Conforme con las directrices del COI, solo los jóvenes de entre 14 y 19 años pudieron participar en los juegos. A diferencia de los Juegos Olímpicos, se espera que los atletas jóvenes que participan en los juegos permanezcan en la ciudad para participar en su deporte y del programa de cultura y educación (CEP) integrado. Los criterios de calificación para participar en los Juegos difiere en el deporte, y están determinados por los comités olímpicos nacionales y las federaciones deportivas internacionales.
- Alemania (54)
- Andorra (4)
- Argentina (5)
- Armenia (3)
- Australia (13)
- Austria (81)
- Bélgica (7)
- Bielorrusia (16)
- Bosnia y Herzegovina (4)
- Brasil (2)
- Bulgaria (11)
- Canadá (52)
- Chile (5)
- China (23)
- China Taipéi (4)
- Chipre (1)
- Corea del Sur (28)
- Croacia (9)
- Dinamarca (5)
- Eritrea (1)
- Eslovaquia (30)
- Eslovenia (21)
- España (9)
- Estados Unidos (57)
- Estonia (17)
- Filipinas (2)
- Finlandia (42)
- Francia (29)
- Georgia (2)
- Grecia (3)
- Hungría (9)
- India (1)
- Irán (3)
- Irlanda (1)
- Italia (41)
- Islandia (3)
- Islas Caimán (1)
- Japón (33)
- Kazajistán (38)
- Kirguistán (1)
- Letonia (16)
- Líbano (2)
- Liechtenstein (2)
- Lituania (6)
- Luxemburgo (1)
- Marruecos (1)
- México (1)
- Moldavia (1)
- Mónaco (3)
- Mongolia (2)
- Montenegro (1)
- Nepal (1)
- Noruega (28)
- Nueva Zelanda (15)
- Países Bajos (18)
- Perú (1)
- Polonia (19)
- Reino Unido (24)
- República Checa (24)
- Macedonia del Norte (2)
- Rumania (22)
- Rusia (67)
- San Marino (1)
- Serbia (2)
- Sudáfrica (1)
- Suecia (35)
- Suiza (26)
- Turquía (4)
- Ucrania (23)
- Uzbekistán (1)

### Deportes
En estos juegos, un total de 63 pruebas en 15 disciplinas sobre 7 deportes conformaron el programa deportivo de los juegos.
| - Biatlón - Bobsleigh - Combinada nórdica - Curling | - Esquí acrobático - Esquí alpino - Esquí de fondo - Hockey sobre hielo | - Luge - Patinaje artístico - Patinaje de velocidad sobre pista corta - Salto de esquí | - Skeleton - Snowboarding |

### Calendario
| CA | Ceremonia de apertura | ● | Eventos de competición | 1 | Eventos finales | GE | Gala de exhibición | CC | Ceremonia de clausura |

| Enero                                   | 13 Vie | 14 Sáb | 15 Dom | 16 Lun | 17 Mar | 18 Mié | 19 Jue | 20 Vie | 21 Sáb | 22 Dom | Eventos |
| --------------------------------------- | ------ | ------ | ------ | ------ | ------ | ------ | ------ | ------ | ------ | ------ | ------- |
| Ceremonias                              | CA     |        |        |        |        |        |        |        |        | CC     |         |
| Esquí alpino                            |        | 2      | 2      |        | 1      | 1      | 1      | 1      | 1      |        | 9       |
| Biatlón                                 |        |        | 2      | 2      |        |        | 1      |        |        |        | 5       |
| Bobsleigh                               |        |        |        |        |        |        |        |        |        | 2      | 2       |
| Esquí de fondo                          |        |        |        |        | 2      |        | 2      |        | 1      |        | 5       |
| Curling                                 |        | ●      | ●      | ●      | ●      | 1      |        | ●      | ●      | 1      | 2       |
| Patinaje artístico sobre hielo          |        | ●      | ●      | 2      | 2      |        |        |        | 1      | GE     | 5       |
| Esquí acrobático                        |        | ●      | 2      |        |        |        | ●      | 2      |        |        | 4       |
| Hockey sobre hielo                      | ●      | ●      | ●      | ●      | ●      | ●      | 2      | ●      | ●      | 2      | 4       |
| Luge                                    |        |        | 1      | 2      | 1      |        |        |        |        |        | 4       |
| Combinada nórdica                       |        |        | 1      |        |        |        |        |        |        |        | 1       |
| Patinaje de velocidad sobre pista corta |        |        |        |        |        | 2      | 2      |        | 1      |        | 5       |
| Skeleton                                |        |        |        |        |        |        |        |        | 2      |        | 2       |
| Salto de esquí                          |        | 2      |        |        |        |        |        | 1      |        |        | 3       |
| Snowboarding                            |        | ●      | 2      |        |        |        | ●      | 2      |        |        | 4       |
| Patinaje de velocidad sobre hielo       |        | 2      |        | 2      |        | 2      |        | 2      |        |        | 8       |
| Total de eventos                        |        | 6      | 10     | 8      | 6      | 6      | 8      | 8      | 6      | 5      | 63      |
| Total acumulado                         |        | 6      | 16     | 24     | 30     | 36     | 44     | 52     | 58     | 63     |         |
| Enero                                   | 13 Vie | 14 Sáb | 15 Dom | 16 Lun | 17 Mar | 18 Mié | 19 Jue | 20 Vie | 21 Sáb | 22 Dom | Eventos |

### Medallero
Top 10
| Núm. | País           | Oro | Plata | Bronce | Total |
| ---- | -------------- | --- | ----- | ------ | ----- |
| 1    | Alemania       | 8   | 7     | 2      | 17    |
| 2    | China          | 7   | 4     | 4      | 15    |
| 3    | Austria        | 6   | 4     | 3      | 13    |
| 4    | Corea del Sur  | 6   | 3     | 2      | 11    |
| 5    | Rusia          | 5   | 4     | 7      | 16    |
| 6    | Países Bajos   | 4   | 1     | 2      | 7     |
| —    | Equipo Mixto   | 3   | 3     | 3      | 9     |
| 7    | Suiza          | 3   | 0     | 5      | 8     |
| 8    | Japón          | 2   | 5     | 9      | 16    |
| 9    | Noruega        | 2   | 5     | 2      | 9     |
| 10   | Estados Unidos | 2   | 3     | 3      | 8     |